# HD 197120
HD 197120，又名BD+29 4131，SAO 88997、HR 7917，是一颗恒星，视星等为6.08，位于銀經71.9，銀緯-7.32，其B1900.0坐标为赤經20h 36m 27.2s，赤緯+29° -7.32′ 57″。